# Odwzorowanie azymutalne

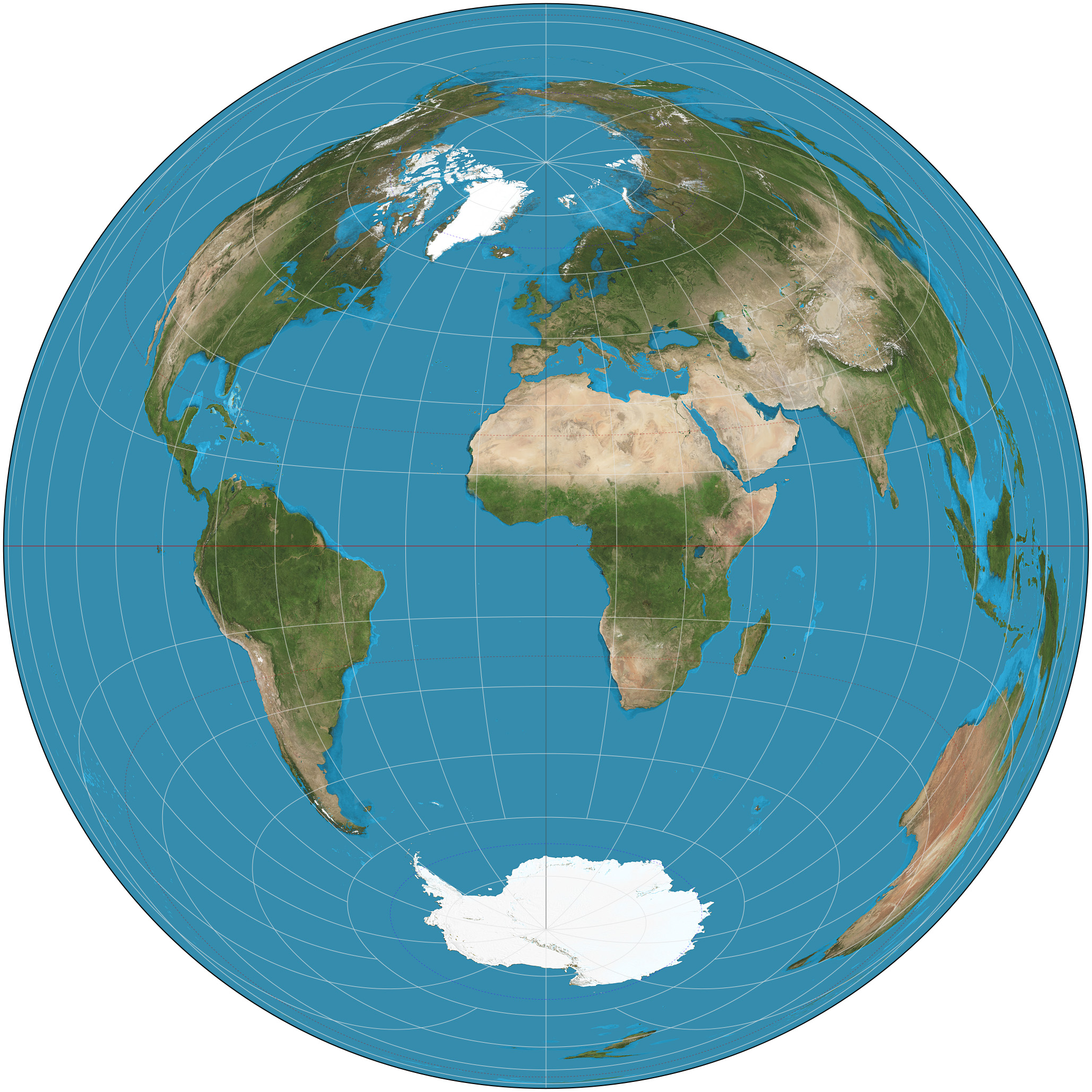
Przykład azymutalnego odwzorowania równopowierzchniowego

Odwzorowanie azymutalne (płaszczyznowe) – odwzorowanie kartograficzne, w którym kula ziemska jest rzutowana na płaszczyznę. Punkt styku między kulą ziemską a płaszczyzną może być wybrany dowolnie i deformacje będą najmniejsze w okolicy tego punktu. Największe deformacje pojawią się więc na drugiej półkuli, która teoretycznie nie powinna nawet zostać pokazana (jednak, jako że projekcji tej nie wykonujemy fizycznie, można za pomocą odpowiednich wzorów matematycznych również i te obszary umieścić na mapie).
Odwzorowanie azymutalne jest optymalnym odwzorowaniem dla obszarów o podobnych rozmiarach długości i szerokości geograficznej.
Ważniejsze odwzorowania azymutalne to:
- odwzorowanie azymutalne równoodległościowe
- odwzorowanie azymutalne równopowierzchniowe